# محمد سعید حبوبی

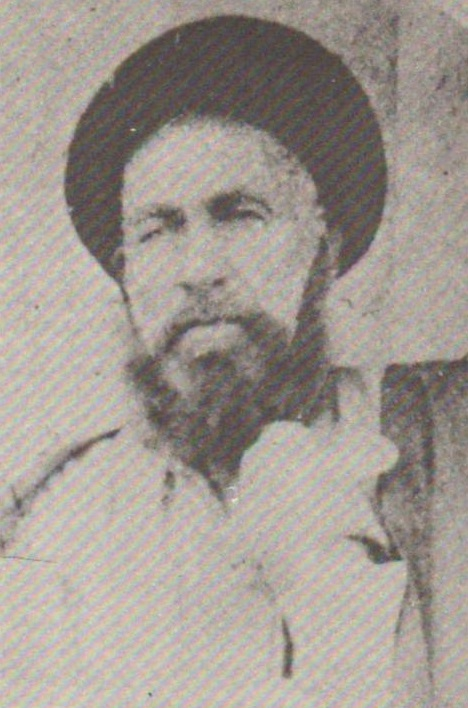
محمد سعید حَبّوبی از عالمان مشروطه‌خواه

محمد سعید حَبّوبی (درگذشته به سال: ۱۳۳۳ قمری) از عالمان مشروطه‌خواه و شاعران و سیاستمداران شیعه عراقی در عصر قاجار است.

## زندگی و شاگردان
محمد سعید حبوبی در سال ۱۲۶۶ قمری متولد شد. نزد علمای ایران ساکن عراق از جمله ملاحسینقلی همدانی و آخوند خراسانی درس خواند و به اجتهاد رسید. وی عارف و فقیه و ادیب و شاعر بود.

## فعالیت سیاسی
وی با سید مصطفی کاشانی پدر کاشانی دوست بود. وی در قضیه مشروطیت ایران، بر ضد نظام شاهی فتوا داد و در حرکت مشروطه مدافع این نهضت بود. در زمان اشغال عراق توسط انگلیس هم وی جزو رهبران جبهه نبرد بود.

## شاگردان
از جمله شاگردان وی سید محسن حکیم را می‌توان نام برد.

## درگذشت
وی در سال ۱۳۳۳ قمری و در زمان اشغال عراق و جنگ جهانی اول درگذشت و در حرم امام علی در نجف دفن شد.

## آثار
دیوان شعر وی در تهران در صد سال قبل توسط عبدالعزیز جواهر الکلام مؤلف تاریخ تهران چاپ شده است.